# Осенкс
Осе́нкс (фр. Ossenx) — коммуна во Франции, находится в регионе Аквитания. Департамент — Атлантические Пиренеи. Входит в состав кантона Ортез и Тер-де-Гав и дю Сель. Округ коммуны — Олорон-Сент-Мари.
Код INSEE коммуны — 64434.

## География

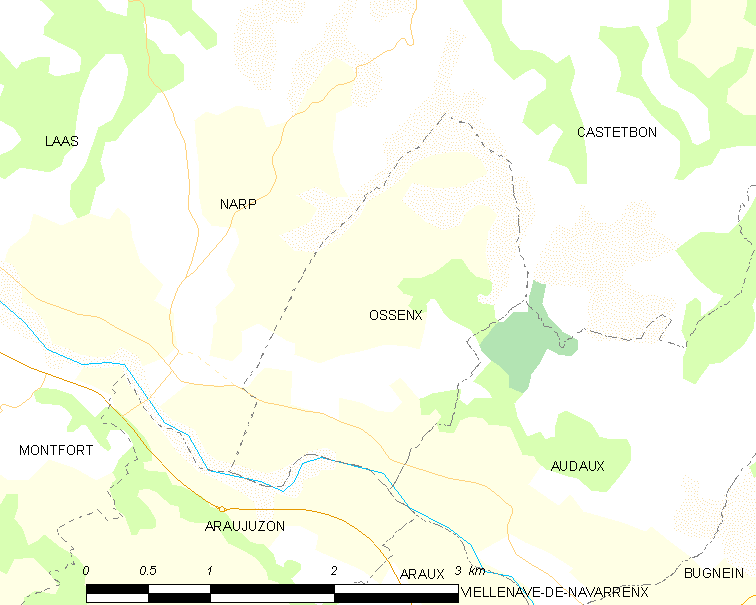
Карта коммуны

Коммуна расположена приблизительно в 660 км к югу от Парижа, в 165 км южнее Бордо, в 37 км к западу от По.
На юго-западе коммуны протекает река Гав-д’Олорон.

### Климат
Климат тёплый океанический. Зима мягкая, средняя температура января — от +5°С до +13°С, температуры ниже −10 °C бывают редко. Снег выпадает около 15 дней в году с ноября по апрель. Максимальная температура летом порядка 20-30 °C, выше 35 °C бывает очень редко. Количество осадков высокое, порядка 1100 мм в год. Характерна безветренная погода, сильные ветры очень редки.

## Население
Население коммуны на 2010 год составляло 42 человека.
| 1962 | 1968 | 1975 | 1982 | 1990 | 1999 | 2010 |
| ---- | ---- | ---- | ---- | ---- | ---- | ---- |
| 92   | 89   | 74   | 64   | 48   | 48   | 42   |

## Администрация
| Период | Период | Фамилия        | Партия | Примечания |
| ------ | ------ | -------------- | ------ | ---------- |
| 1995   | 2001   | Лоран Мезоннав |        |            |
| 2001   | 2008   | Патрик Лоран   |        |            |
| 2008   | 2020   | Ролан Греше    |        |            |

## Экономика
В 2010 году среди 24 человек трудоспособного возраста (15-64 лет) 21 были экономически активными, 3 — неактивными (показатель активности — 87,5 %, в 1999 году было 60,0 %). Из 21 активных жителей работали 21 человек (14 мужчин и 7 женщин), безработных не было. Среди 3 неактивных 0 человек были учениками или студентами, 2 — пенсионерами, 1 был неактивным по другим причинам.

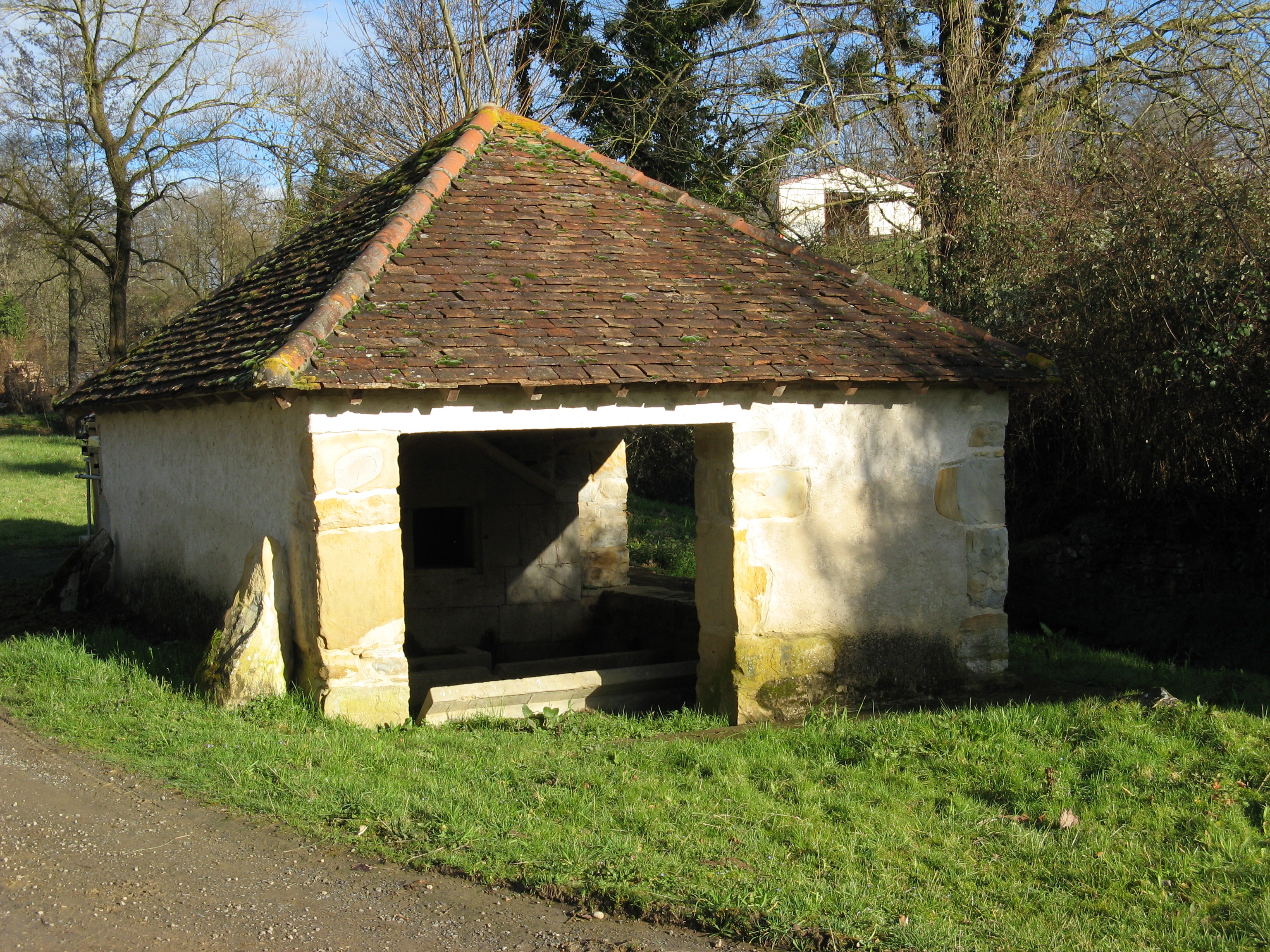
Общественная прачечная